# Mathias Voges
Mathias Sinclair Voges (Philipsburg, 23 februari 1943) is een bestuurder en politicus uit Sint Maarten en was van 2010 tot 2014 de gevolmachtigd minister van Sint Maarten.
Voges werd geboren op Sint-Maarten als het negende kind van Johannes Ricardo Voges en Theresa Winifred Lejuez en groeide op op Curaçao. Hij doorliep daar het Peter Stuyvesant College en studeerde aan de kweekschool in Maastricht. Hierna volgde hij een lerarenopleiding op Aruba. In 1981 werd hij hoofd van de mavo van het Milton Peters College in Cul-de-Sac op Sint Maarten. Van 1983 tot 1987 was hij schoolhoofd. Van 1988 tot 1994 was hij hoofd van het katholieke onderwijs in de Bovenwindse Eilanden en richtte in die hoedanigheid meerdere basisscholen op. Voges was hoofd van de University of St. Martin en zit in het bestuur van enkele stichtingen voor het behoud van cultureel erfgoed op Sint Maarten. 
Voges werd in 1990 benoemd tot waarnemend gezaghebber van het eilandgebied Sint Maarten. Op 10 oktober 2010 werd hij de eerste gevolmachtigd minister van Sint Maarten en daarmee lid van de rijksministerraad. Voges werd in 1993 gedecoreerd als officier in de Orde van Oranje-Nassau. In 1996 kreeg hij de pauselijke onderscheiding Pro Ecclesia et Pontifice voor zijn vele bijdragen aan het katholiek onderwijs.
In 2019 verscheen van zijn hand het boek Pioneers in Catholic Education and Health Care in the Dutch Windward Islands 1890-2000 over de historische rol van de zusters Dominicanessen in het katholiek onderwijs en de zorg op de Bovenwindse Eilanden.